# تقی آزاد ارمکی
تقی آزاد ارمکی (زاده ۱۰ شهریور ۱۳۳۶ در ارمک کاشان) جامعه‌شناس و نویسنده ایرانی و استاد تمام دانشکده علوم اجتماعی دانشگاه تهران است. او در سال‌های ۱۳۷۴–۱۳۸۴ رئیس دانشکده علوم اجتماعی دانشگاه تهران بود. وی همچنین ریاست مرکز تحقیقات، مطالعات و سنجش برنامه‌ای صدا و سیما را بر عهده داشت.تقی آزاد ارمکی یکی از برجسته ترین جامعه شناسان ایرانی است که در طرح پیمایش جهانی با اینگلهارت همکاری داشت، در بزرگداشتی که دانشگاه تهران برای ایشان برگزار کرد جورج ریتزر نظریه  پرداز از دانشگاه مریلند  و رونالد اینگلهارت در مورد بینش و نگرش منحصر بفرست وی سخنرانی کردند.وی نظریه پرداز نظریه جامعه ایرانی و ارایه  دهنده نظریه تغییرات فرهنگی در ایران است.تز اصلی وی امکان جامعه ایرانی در برابر اندیشمندانی است که بر امتناع جامعه ایرانی تاکید دارند.

## زندگی
با مهاجرت خانواده به تهران سال آخر دوره ابتدایی و دبیرستان را در تهران (نظام‌آباد) تحصیل کرد. او در سال ۱۳۵۹ مدرک کارشناسی علوم اجتماعی خود را از دانشکده علوم اجتماعی دانشگاه تهران و در سال ۱۳۶۴، کارشناسی ارشد جامعه‌شناسی را از دانشگاه تربیت مدرس دریافت کرد. پس از آن با سمت مربی در گروه جامعه‌شناسی دانشکده علوم اجتماعی دانشگاه تهران مشغول به‌کار شد. سپس در سال ۱۳۶۷ برای دریافت دکتری جامعه‌شناسی به دانشگاه مریلند رفت و در سال ۱۳۷۱ زیر نظر جورج ریتزر، دکترای جامعه‌شناسی نظری گرفت و به ایران بازگشت.
از آن زمان تاکنون در رشته جامعه‌شناسی به تدریس، پژوهش پرداخته و چنددوره به عنوان مدیر گروه و رئیس دانشکده در حوزه علوم اجتماعی و جامعه‌شناسی فعال بوده است.
آزاد ارمکی، در طی سال‌های فعالیت خود ۳۰ کتاب در حوزه جامعه‌شناسی و مسائل اجتماعی و فرهنگی ایران تألیف کرده است و بیش از ۱۰۰ مقاله و گزارش پژوهشی نوشته است. او همچنین در چند طرح پژوهشی بین‌المللی مشارکت کرده است.
همچنین او که در سال ۱۳۸۷ برای گذراندن یک فرصت مطالعاتی به دانشگاه تورنتو رفت و پس از پایان این دوره به ایران بازگشت.

## نظرات
آزاد ارمکی در سال ۱۳۹۷ با اشاره به «تز دشمن» در جمهوری اسلامی گفت: «من منتقد تز دشمن بودم ولی امروز به این باور رسیدم که دشمن وجود دارد و سر میز حضور دارد. امروز در عرصه رویارویی با دشمن و تصمیم‌گیرنده در قوای خودی و دشمن، در جامعه ایرانی تنها تصمیم‌گیر، رهبری است و در جناح مقابل هم ترامپ قرار دارد و جناح‌ها و دستگاه‌های دیگر کاره‌ای نیستند.»
آزادارمکی جامعه ایران را جامعه ای طبقاتی می داند که  «طبقات اجتماعی متفاوتی در آن وجود داشته و خود همین وضعیت طبقاتی جامعه در برهه‌هایی دارای افت‌وخیزهایی بوده و در عین پیوستگی طبقاتی، می‌بینیم در موقعیت‌هایی طبقات با هم در حال تعارض قرار گرفته‌اند.» او همچنین اعتقاد دارد کمک های حداقلی دولت ها در حوزه اقتصاد مانع شورش فرودستان شده است.

### تألیف
- مجموعه مقالات گزارش دبیر سمینار، ۱۳۷۳.
- اندیشه اجتماعی متفکران مسلمان از فارابی تا ابن خلدون، تهران: سروش، ۱۳۷۴.
- نظریه در جامعه‌شناسی، تهران: علمی و فرهنگی، ۱۳۷۵.
- جامعه‌شناسی ابن خلدون، تهران: تبیان، ۱۳۷۶.
- اندیشه اجتماعی متفکران مسلمان از خواجه نظام‌الملک تا مطهری، تهران: جهاد دانشگاهی، ۱۳۷۷.
- کتاب و جامعه کتاب در عصر تحول فرهنگ شفاهی به فرهنگ مکتوب، تهران: سروش، ۱۳۷۷.
- جامعه مدنی (اصول، رویکردها و زمینه شکل‌گیری آن در جمهوری اسلامی ایران)، تهران: پژوهشکده مطالعات راهبری، ۱۳۷۸.
- جامعه‌شناسی جامعه‌شناسی در ایران، تهران: کلمه، ۱۳۷۸.
- زن در رسانه‌ها، تهران: دفتر امور زنان در نهاد ریاست جمهوری، ۱۳۷۸.
- درآمدی بر نظریه‌سازی در جامعه‌شناسی، تهران: کلمه، ۱۳۷۹.
- اندیشه نوسازی در ایران، تهران: دانشگاه تهران، ۱۳۸۰.
- پست‌مدرنیسم و توسعه جامعه‌شناسی معاصر تهران: بقعه، ۱۳۸۰.
- مدرنیته ایرانی، روشنفکران و پارادایم فکری عقب‌ماندگی در ایران، تهران: اجتماع، ۱۳۸۰.
- بررسی عوامل مؤثر بر رضایت شغلی زنان شاغل در مشهد، ۱۳۸۱.
- روشنفکری ایرانی و هویت، ۱۳۸۱.
- جامعه‌شناسی تغییرات فرهنگی در ایران، (با احمد غیاثوند)، تهران: آن، ۱۳۸۳.
- جامعه‌شناسی نسلی در ایران، (با غلامرضا غفاری)، تهران: پژوهشکده علوم انسانی و اجتماعی جهاد دانشگاهی، ۱۳۸۳.
- نظریه‌های جامعه‌شناسی، تهران: سروش، ۱۳۸۳.
- تغییرات اجتماعی در ایران، تهران: اجتماع، ۱۳۸۴.
- روشنفکری در گذر اندیشه‌ها، تهران: پژوهشگاه فرهنگ و معارف، ۱۳۸۵.
- علم و مدرنتیه ایرانی، تهران: مؤسسه تحقیقات و توسعه علوم انسانی، ۱۳۸۵.
- تاریخ تفکر اجتماعی در اسلام از آغاز تا دوره معاصر، تهران: علم، ۱۳۸۶.
- جامعه‌شناسی خانواده ایرانی، تهران: سمت، ۱۳۸۶.
- جامعه‌شناسی ایران: جامعه‌شناسی مناسبات بین نسلی، تهران: علم، ۱۳۸۹.
- نظریه‌پردازی در جامعه‌شناسی، تهران: جهاد دانشگاهی (دانشگاه تربیت معلم)، ۱۳۸۹.
- تاریخ تکوین جامعه‌شناسی نظریه‌های جامعه‌شناسی، ۱۳۹۰.
- جامعه‌شناسی توسعه (اصول و نظریه‌ها)، تهران: علم، ۱۳۹۰.
- جامعه‌شناسی علم مناقشه برانگیز در ایران، تهران: علم، ۱۳۹۰.
- نظریه‌های جامعه شناختی (تاریخ تکوین نظریه‌های جامعه‌شناسی)، تهران: سمت، ۱۳۹۰.
- دهیاری‌ها و توسعه بازارهای محلی روستایی، (با غلامرضا خوش فر). قم: استاد مطهری، ۱۳۹۱.
- نظریه‌های جامعه‌شناسی (نظریه‌های کلاسیک جامعه‌شناسی)، تهران: سمت، ۱۳۹۲.
- خانواده ایرانی، تهران: علم، ۱۳۹۳.
- درس گفتارهای دربارهٔ جامعه‌شناسی امیل دورکیم و ماکس وبر، تهران: علم، ۱۳۹۳.
- مکتب‌ها و نظریه‌های جامعه‌شناسی، تهران: علم، ۱۳۹۳.
- تحلیل نحوه بازنمایی خانواده در سریال‌های ایرانی، (با مریم ایثاری و محمدحسین شریفی ساعی)، تهران: مرکز تحقیقات صدا و سیما، ۱۳۹۴.
- الزام نظری و عملی در دستیابی به توسعه در ایران. تهران: مرکز الگوی اسلامی ایرانی پیشرفت، ۱۳۹۵.
- تغییرات، چالش‌ها و آینده خانواده ایرانی، تهران: تیسا، ۱۳۹۵.
- جامعه، سیاست و فرهنگ در ایران، تهران: علم، ۱۳۹۵.
- کارگزاری محلی توسعه در ایران (زندگی و فعالیت‌های استاد فتح‌الله آزاد ارمکی)، تهران: کنش، ۱۳۹۶.
- نظریه تغییرات فرهنگی در ایران، تهران: اطلاعات، ۱۳۹۶.
- کرونا و جامعه ایرانی، تهران: علم، ۱۳۹۹